# Баталов, Алексей Владимирович
Алексе́й Влади́мирович Бата́лов (20 ноября 1928[…], Владимир — 15 июня 2017, Москва) — советский и российский актёр театра и кино, кинорежиссёр, сценарист, педагог, мастер художественного слова (чтец), общественный деятель. Герой Социалистического Труда (1989). Народный артист СССР (1976). Лауреат Государственной премии РСФСР им. братьев Васильевых (1966), Государственной премии СССР (1981), Государственной премии Российской Федерации (2005), Премии Президента Российской Федерации (2000), премии Ленинского комсомола (1967).

## Биография

### Ранние годы

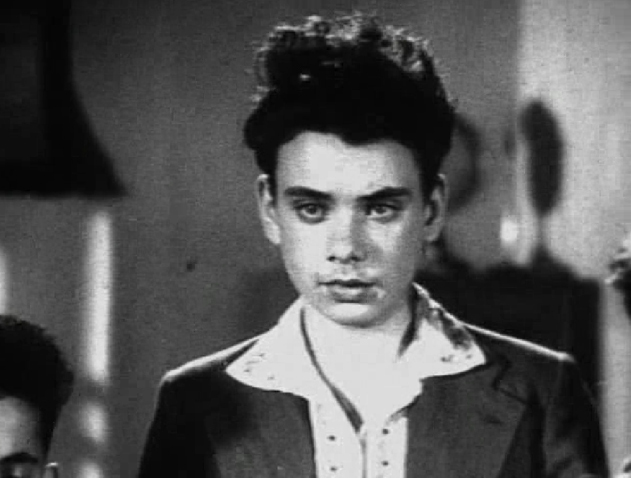
Алексей Баталов в фильме «Зоя» (1944)

Родился 20 ноября 1928 года в городе Владимире в театральной семье, отец — Владимир Баталов, мать — актриса Нина Ольшевская. С 5-летнего возраста рос в семье писателя Виктора Ардова. С самого раннего детства мечтал стать актёром, и уже в возрасте четырёх лет начал показывать перед своей мамой сценки в ролях героя из сказок, индейца, моряка и путешественника. Во время учёбы в средней школе был равнодушен ко всему, что не имело отношения к искусству, из школьных предметов любил только историю и литературу. Будущий актёр был специалистом самого широкого профиля и увлечений, в свободное от учёбы время писал стихи и рисовал картины. Впервые вышел на сцену во время войны в эвакуации в Бугульме, где его мать, актриса, Нина Ольшевская организовала свой театр. В 1950 году в Москве окончил Школу-студию МХАТ имени В. И. Немировича-Данченко при МХАТ СССР им. М. Горького (мастерская С. К. Блинникова и В. Я. Станицына).

### Карьера
С 1950 года — актёр Центрального театра Советской Армии, где проходил срочную службу в Советской армии. В 1953—1956 годах играл на сцене МХАТа, в 1957—1975 годах — актёр и режиссёр киностудии «Ленфильм» (Ленинград, ныне — Санкт-Петербург). В 1944 году дебютировал в кино, снявшись в эпизодической роли в фильме Л. О. Арнштама «Зоя».
С 1975 года преподавал актёрское мастерство во ВГИКе (Москва) (с 1979 — профессор, с 1989 — заведующий кафедрой актёрского мастерства). Выпустил в качестве руководителя курса 7 актёрских мастерских.
Автор книг «Судьба и ремесло» (издательство «Искусство», 1984) и «Диалоги в антракте», а также мемуаров.
Многие годы являлся секретарём правления Союза кинематографистов СССР, председателем комиссии ВЦСПС по премиям в области литературы, искусства и журналистики. Работал в Советском комитете защиты мира, Фонде мира, Ассоциации «Родина».
Считал себя москвичом, так как жил в Москве с самого детства — вместе с мамой и отчимом в Доме писателей на ул. Большая Ордынка, с 1988 года до последних дней проживал в Доме на набережной (ул. Серафимовича, 2).
С 2007 по 2013 год — президент Российской академии кинематографических искусств «Ника». Академик Национальной академии кинематографических искусств и наук России.
Принимал активное участие в работе Международного фонда «Мир искусства».
Избирался почётным президентом парижского киноклуба «Жар-птица», председателем оргкомитета ежегодной премии российских деловых кругов «Кумир» за лучшие актёрские работы года, почётным членом правления региональной благотворительной организации «Московская Ассоциация содействия и помощи инвалидам с детским церебральным параличом», членом попечительского совета Марфо-Мариинского благотворительного общества (при его участии была восстановлена Марфо-Мариинская обитель). Несколько лет являлся президентом российского кинофестиваля «Московская премьера».

### Общественная позиция
Иронично называл себя «человеком неандерсталинской эпохи», «старым русским». Считал Сталина «бандитом» и «убийцей», так как во время его правления были репрессированы ближайшие родственники Баталова. В советское время не состоял в партии, так как «то государство терпеть не мог и понимал, что это [КПСС] собрание злодеев и убийц» хотя государственные награды и звания принимал, в 1969 году стал самым молодым Народным артистом РСФСР. Отказался подписывать письмо о поддержке ввода советских войск в Чехословакию, читать «Малую землю» Брежнева по радио, играть Ленина.
В 2010 году подписал письмо президенту России Дмитрию Медведеву против «очернительской кампании против Юрия Лужкова»
В марте 2014 года Баталов поддержал аннексию Крыма, подписал письмо президенту России Владимиру Путину в поддержку аннексии. В интервью изданию «Вечерняя Москва» свою поддержку аннексии Крыма он объяснил тем, что «это абсолютно разумно, потому что сроду так и было. […] Это очень нужный кусочек родной земли, драгоценно нужный! […] И спасибо за это одному человеку, которому мы обязаны этим — он абсолютный молодец. И главное — что это правда, потому что люди-то там всё равно всегда были наши. Я всеми руками тоже хлопаю и машу и кричу — это замечательно!»

### Смерть
У актёра были проблемы с сосудами, отчего часто кружилась голова. Во время очередного обострения болезни в январе 2017 года он упал дома и сломал шейку бедра правой ноги, а через месяц ему была проведена восстановительная операция, после которой он уже не покидал стены больницы вплоть до своей кончины.

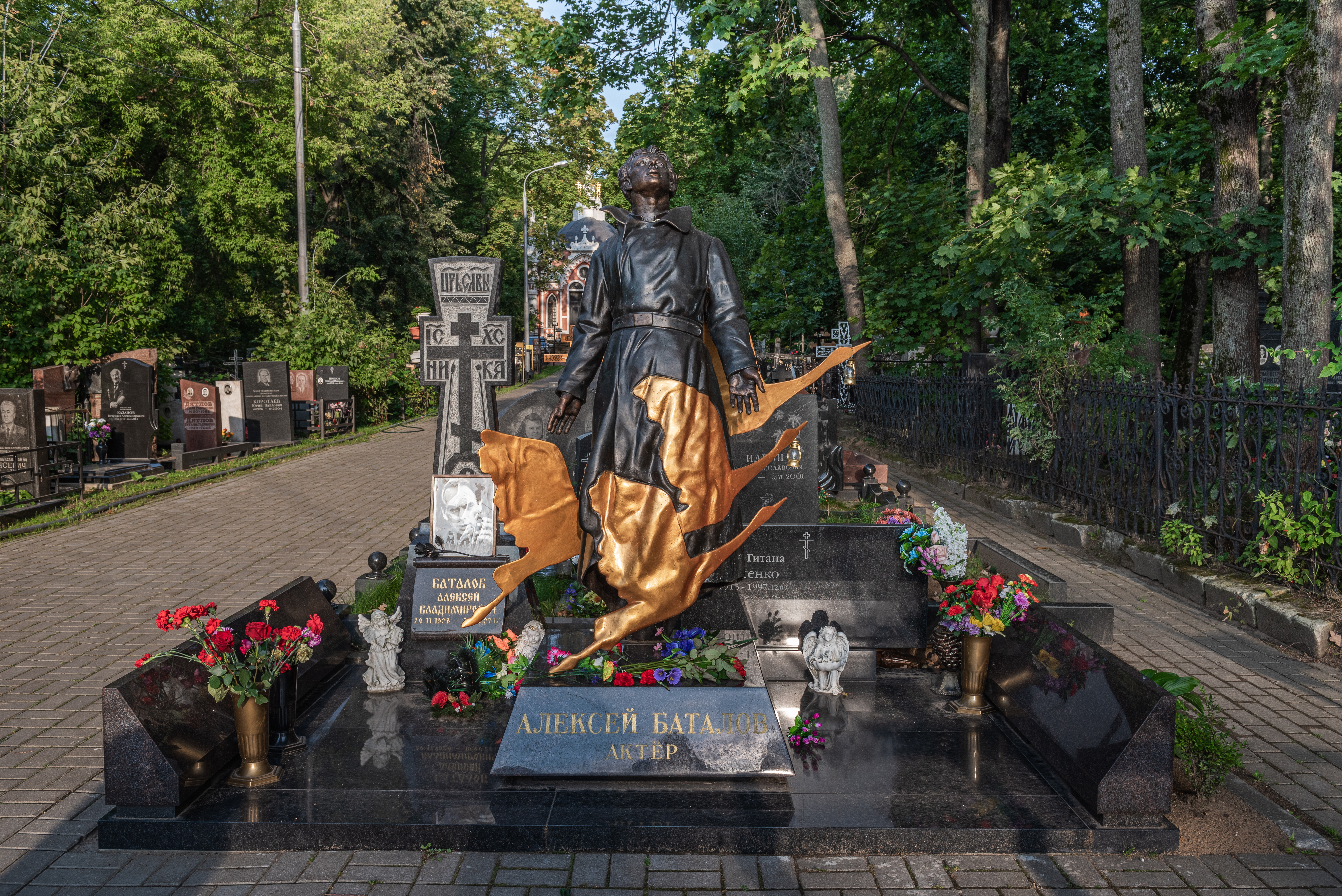
Памятник Алексею Баталову на Преображенском кладбище Москвы

Скончался во сне, в 6 часов утра 15 июня 2017 года, на 89-м году жизни, в Москве.
Прощание с актёром прошло 19 июня в Центральном Доме кино, отпевание в Скорбященской церкви на Ордынке. Похоронен в одной могиле с тёщей, матерью второй жены, на Преображенском кладбище (участок № 1). Соболезнования родным и близким актёра выразили Президент Российской Федерации Владимир Путин и Президент Республики Беларусь Александр Лукашенко.

### Память
- 1 сентября 1993 года в честь Алексея Баталова был назван астероид (4616) Баталов, открытый в 1975 году Людмилой Черных[23][24].
- В марте 2008 года Бугульминскому государственному русскому драматическому театру (Бугульма, Татарстан) было присвоено имя Алексея Баталова[25].
- В ноябре 2023 года в честь 95-летнего юбилея Алексея Баталова ему была установлена мемориальная доска на здании Бугульминского государственного русского драматического театра[26].

### Семья
- Отец — Владимир Баталов[27] (06 (19).09.1902—14.03.1964), актёр и режиссёр.
- Мать — Нина Ольшевская[27] (31.07 (13.08).1908—25.03.1991), из дворянской семьи, актриса.
- Дядя — Николай Баталов[27] (24.11 (06.12).1899—10.11.1937), актёр. Заслуженный артист РСФСР (1933).
- Тётя — Ольга Андровская (09 (21).07.1898—31.03.1975), актриса, педагог. Народная артистка СССР (1948).
- Старшая двоюродная сестра — Светлана Баталова (21.06.1923—09.04.2011), актриса театра и кино.
- Отчим — Виктор Ардов[27] (08 (21).10.1900—26.02.1976), писатель-сатирик, драматург, сценарист, публицист и карикатурист.
- Младший единоутробный брат — Михаил Ардов (род. 21.10.1937), писатель, публицист и мемуарист, клирик неканонической Российской православной автономной церкви, протоиерей, настоятель московского храма св. Царственных мучеников и Новомучеников и Исповедников Российских на Головинском кладбище, благочинный Московского благочиния РПАЦ, до 1993 года был священником Русской православной церкви, служил в Ярославской и Московской епархиях.
- Младший единоутробный брат — Борис Ардов (07.02.1940—23.08.2004), актёр театра и кино, режиссёр и художник-постановщик мультипликационных фильмов.
- Первая супруга (1948—1958) — Ирина Константиновна Баталова (Ротова) (25.11.1928—02.07.2007), дочь художника К. П. Ротова[28].
  - Дочь — Надежда Баталова (род. 1955), окончила институт иностранных языков, переводчик.
- Вторая супруга (1963—15.06.2017) — Гитана Леонтенко[27] (род. 18.08.1935), потомственная артистка цирка, танцовщица на лошади, цыганка по национальности.
  - Дочь — Мария Баталова[27] (род. 1968), окончила сценарный факультет ВГИКа, стала литератором, пишет сценарии, выпустила книгу, является членом Союза писателей и Союза кинематографистов России.

## Звания и награды

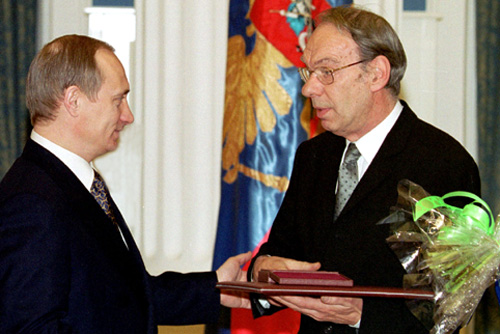
Вручение и. о. Президента РФ Владимиром Путиным премии Президента в области литературы и искусства за 1999 год, 1 марта 2000 года.

Государственные награды СССР и Российской Федерации:
- Герой Социалистического Труда (1989)
- Заслуженный артист РСФСР (06.08.1964)[29]
- Два ордена Ленина (1967, 1989)
- Государственная премия РСФСР имени братьев Васильевых (1966) — за исполнение роли Дмитрия Алексеевича Гусева в фильме «Девять дней одного года»
- Премия Ленинского комсомола (1967) — за создание образов советского молодого человека в фильмах «Дорогой мой человек» (1958), «Летят журавли» (1957), «Девять дней одного года» (1961) и др.
- Народный артист РСФСР (29.09.1969) — за заслуги в области советской кинематографии[30]
- Народный артист СССР (29.12.1976)
- Государственная премия СССР (1981) — за исполнение роли Георгия Ивановича в фильме «Москва слезам не верит»
- Благодарность Президента Российской Федерации (11.07.1996) — за активное участие в организации и проведении выборной кампании Президента Российской Федерации в 1996 году[31]
- Орден «За заслуги перед Отечеством» III степени (10.11.1998) — за выдающийся вклад в развитие отечественного киноискусства[32]
- Премия Президента Российской Федерации в области литературы и искусства за 1999 год (2000)[33]
- Благодарность Президента Российской Федерации (03.07.2006) — за большой вклад в подготовку Интернет-проекта «Виртуальный тур по Кремлю»[34]
- Орден «За заслуги перед Отечеством» II степени (20.11.2008) — за выдающийся вклад в развитие отечественной культуры, многолетнюю творческую и педагогическую деятельность[35]
- Государственная премия Российской Федерации в области литературы и искусства (09.06.2006) — за создание художественных образов, ставших классикой отечественного киноискусства[36]

Иностранные награды:
- Орден «Кирилл и Мефодий» (НРБ)
- Почётная грамота Кыргызской Республики (20.09.2003, Кыргызстан) — за вклад в развитие кыргызско-российского сотрудничества в области культуры и искусства[37]

Другие награды, премии, поощрения и общественное признание:
- МКФ в Канне (1955, Приз лучшему актёрскому составу, фильм «Большая семья»)
- МКФ актёров кино «Созвездие» (1992, Специальный приз «За выдающийся вклад в профессию»)
- ОРКФ «Кинотавр» в Сочи (1997, Приз Президента России «За вклад в российское кино»)
- Премия «Кинотавр» в номинации «Премии за творческую карьеру» (1997)
- Премия «Юнона» (1997)
- Национальная премия Российской Академии кинематографических искусств «Ника» в номинации «Честь и достоинство» (2001)
- Премия «Кумир» в номинации «За высокое служение искусству» (2003)
- Премия имени Б. Ш. Окуджавы (2003)
- Премия «Триумф» (2003)
- орден Петра Великого (АБОП, 2003)
- Памятная медаль, учреждённая МХТ к 150-летию А. П. Чехова (2005)[38]
- ММКФ (Премия «За вклад в мировой кинематограф», 2007)
- Международная премия Андрея Первозванного «За веру и верность» (2007)
- Международная общественная премия «Хрустальный подсолнух» в номинации «Символ добра» (Дом приёмов Президента РФ, 2007)
- 17 Международный кинофестиваль «Золотой Витязь» (Золотая медаль С. Ф. Бондарчука в номинации «За выдающийся вклад в кинематограф», 2008)
- Приз «Признание поколения» на кинофестивале ВГИКа (первый обладатель) (2008)
- Премия города Москвы в области литературы и искусства (2009)[39]
- Императорский орден Святой Анны II степени (Российский Императорский Дом, 2012)
- Крест Александра I Благословенного (Фонд развития и возрождения исторических традиций «Имперское наследие», 2014)

В 2003 году Глава Российского Императорского Дома княгиня Мария Владимировна пожаловала Алексею Баталову потомственное дворянство.
В 2008 году имя актёра было присвоено Бугульминскому государственному русскому драматическому театру (Татарстан).

## Творчество

### Актёр
- 1944 — Зоя — Алексей Баталов, школьник (нет в титрах)
- 1954 — Большая семья — Алексей Ильич Журбин
- 1955 — Дело Румянцева — Саша Румянцев
- 1955 — Михайло Ломоносов — рыжий мужик
- 1955 — Мать — Павел Власов
- 1957 — Летят журавли — Борис Фёдорович Бороздин
- 1958 — Дорогой мой человек — Владимир Афанасьевич Устименко
- 1960 — Дама с собачкой — Дмитрий Дмитриевич Гуров
- 1961 — Девять дней одного года — Дмитрий Гусев
- 1963 — День счастья — врач скорой помощи Александр Николаевич Берёзкин
- 1964 — Свет далёкой звезды — Пётр Степанович Лукашёв
- 1966 — Три толстяка — канатаходец Тибул
- 1966 — В городе С. — пьяница-бродяга Шергов
- 1967 — Седьмой спутник — комиссар
- 1968 — Живой труп — Фёдор Васильевич Протасов
- 1969 — Внимание, черепаха! — дедушка Тани Самохиной
- 1970 — Бег — Сергей Павлович Голубков
- 1971 — Красный дипломат. Страницы жизни Леонида Красина — эпизод
- 1973 — Возврата нет — Алексей Владимирович Егоров
- 1974 — Чисто английское убийство — доктор Ботвинк
- 1975 — Звезда пленительного счастья — князь Сергей Петрович Трубецкой
- 1975 — Рикки-Тикки-Тави — Роберт Лоусон
- 1976 — Гореть, чтобы светить — Савин
- 1978 — Поздняя встреча — Сергей Иванович Гущин
- 1979 — Москва слезам не верит — Георгий Иванович (Гоша)
- 1983 — Скорость — Игорь Владимирович Лагутин
- 1984 — Время отдыха с субботы до понедельника — Павел
- 1986 — Зонтик для новобрачных — врач-нарколог Дмитрий Павлович Красков
- 1986 — Досье человека в «Мерседесе» — Сергей Владимирович Григорьев
- 1990 — Похороны Сталина — отец Жени
- 1991 — Полтергейст-90 — профессор Вильницкий
- 1998 — Чехов и Ко (9-я серия «Рассказ госпожи NN») — Пётр Сергеевич
- 2006 — Карнавальная ночь 2, или 50 лет спустя — камео

### Режиссёр
- 1959 — Шинель
- 1966 — Три толстяка (совместно с И. С. Шапиро)
- 1972 — Игрок

### Автор сценария
- 1966 — Три толстяка (совместно с М. Ольшевским и Ю. К. Олешей)
- 1970 — Встань пораньше (совместно с Г. Снегирёвым, короткометражный фильм)[41]
- 1977 — Зайчонок и муха (анимационный)
- 1985 — Чужая шуба (анимационный)
- 1989 — Поездка в Висбаден
- 2009 — По ту сторону экрана (документальный)

### Радиопостановки

#### Ведущий, рассказчик
- 1970 — «Она была самой красивой» (по И. Хрести) — текст от автора
- 1974 — «Судьба» (по П. Проскурину) — текст от автора
- 1975 — «Казаки» (по Л. Н. Толстому) — текст от автора
- 1977 — «Поединок» (по А. И. Куприну) — текст от автора
- 1979 — «Имя твоё» (по П. Проскурину) — текст от автора
- 1985 — «Города и годы» (по К. А. Федину) — текст от автора
- 1986 — «Конфликт в Приозерске» (по Н. Т. Сизову) — текст от автора
- 1989 — «В кругу Бунина» (по рассказам И. А. Бунина «Натали», «Холодная осень» и «Тёмные аллеи») — ведущий
- 1994 — «Страсти по мастеру. Всеволод Мейерхольд» (по сценарию А. А. Шереля)

#### Актёр
- 1974 — «Великану — девять лет» (по автобиографии C. C. Прокофьева) — Прокофьев
- 1973 — «Ринг» (по Й. Григореску) — Тим
- 1974 — «Обелиск» (по В. В. Быкову) — Алесь Иванович Мороз
- 1974 — «Зажигалка» (по Е. Пшёзьдзецкому) — прокурор
- 1980 — «Белые ночи» (по Ф. М. Достоевскому)[42] — Мечтатель
- 1985 — «Повести Белкина. Выстрел» (по А. С. Пушкину) — подполковник И. Л. П.
- 1985 — «Ромео и Джульетта» (по У. Шекспиру) — Эскал, князь веронский
- 1987 — «Чёрный шар» (по В. С. Губареву) — профессор Александр Степанович Солнцев, директор института

#### Режиссёр
- 1970 — «Она была самой красивой»
- 1975 — «Казаки»
- 1979—1983 — «Герой нашего времени» (по М. Ю. Лермонтову)
- 1980 — «Белые ночи»
- 1985 — «Ромео и Джульетта»
- 1989 — «В кругу Бунина»

### Работы в озвучивании

#### Рассказчик в мультфильмах
- 1974 — Загадочная планета
- 1975 — Ёжик в тумане
- 1975 — Слоно-дило-сёнок
- 1983 — Девочка + дракон (из мультсериала по сказкам Дональда Биссета)
- 1984 — Забытый день рождения (из мультсериала по сказкам Дональда Биссета)
- 1984 — Ель
- 1985 — Крококот (из мультсериала по сказкам Дональда Биссета)
- 1986 — Снегопад из холодильника (из мультсериала по сказкам Дональда Биссета)
- 1986 — Урок музыки (из мультсериала по сказкам Дональда Биссета)
- 1986 — Приключения пингвинёнка Лоло
- 1987 — Вреднюга (из мультсериала по сказкам Дональда Биссета)
- 1996 — Лягушка-путешественница
- 2004 — Как обманули змея (из мультсериала «Гора самоцветов»)
- 2004 — Ключи от времени

#### Художественные фильмы
- 1985 — Господин Великий Новгород — Ребров (роль Дмитрия Балашова)
- 1991 — Верный Руслан — текст от автора
- 1994 — Железный занавес — текст от автора
- 1995 — Роковые яйца — текст от автора
- 1995 — Первая любовь — текст от автора
- 1997 — Маленькая принцесса — текст от автора
- 2005 — Казус Кукоцкого — закадровый текст

#### Документальные фильмы
- 1967 — Слово о России — закадровый текст
- 1967 — Твоё щедрое сердце — закадровый текст
- 1974 — Звёздная минута — закадровый текст
- 1979 — Огневой вы человек! — закадровый текст
- 1981 — Мир Улановой — закадровый текст
- 1991 — Незнакомый Бурков. Письма к другу — закадровый текст
- 1999 — Россия. XX век. Взгляд на власть — закадровый текст

#### Интернет-проекты
- 2005 — Открытие Кремля. Виртуальный тур по резиденции президента России[43] — закадровый текст

### Работы на телевидении
- 1996—1997 — «Всмотрись в Россию!»: межпрограммное оформление телеканала РТР (с февраля по ноябрь 1997 года)[44] — закадровый текст (чтение стихов различных русских поэтов и объявление слогана)
- 2000—2002 — Прогулки с Баталовым[45] — ведущий

### Участие в фильмах
- 1974 — Пётр Мартынович и годы большой жизни (документальный)
- 1979 — ВГИК: Педагоги и студенты говорят о профессии (документальный)
- 1979 — Профессия — киноактёр (документальный)
- 1992 — Кинооператор Андрей Москвин (документальный)
- 1997 — Сергей Лукьянов (из цикла телепрограмм канала «ОРТ» «Чтобы помнили») (документальный)
- 2001 — Николай Сергеев (из цикла телепрограмм канала «ОРТ» «Чтобы помнили») (документальный)
- 2007 — Татьяна Самойлова. Пятьдесят лет одиночества (документальный)
- 2008 — Воздух вдохновения (документальный)
- 2008 — Звезда пленительного счастья (из цикла документальных фильмов «Фильм о фильме») (документальный)
- 2008 — Я — чайка… Не то. Я — актриса. Татьяна Лаврова (документальный)
- 2008 — Сергей Урусевский (из цикла телепередач «Острова») (документальный)
- 2009 — Истории и легенды Ленфильма (фильм № 24. Шинель. Как снимали фильм «Шинель») (документальный)
- 2009 — Юрий Олеша. По кличке «Писатель» (документальный)
- 2010 — Иннокентий Смоктуновский (из цикла телепередач «Острова») (документальный)
- 2010 — Вспоминая Юрия Германа (документальный)
- 2010 — Иннокентий Смоктуновский. Моя фамилия вам ничего не скажет… (документальный)
- 2010 — Татьяна Лаврова. Недолюбила, недожила… (из цикла телепрограмм «Кумиры» с Валентиной Пимановой) (документальный)
- 2011 — Ия Саввина. Гремучая смесь с колокольчиком (документальный)
- 2011 — Ролан Быков: Я вас, дураков, не брошу! (документальный)

### Документальные фильмы о Алексее Баталове
- «Алексей Баталов. „Дорогой наш человек“» («Первый канал», 2008)[46]
- «Алексей Баталов. „Я не торгуюсь с судьбой“» («Первый канал», 2013)[47][48]
- «Алексей Баталов. „Он же Гоша, он же Гога…“» («ТВ Центр», 2013)[49]
- «Алексей Баталов. „Он же Гоша, он же Гога…“» («Первый канал», 2017)[50][51]
- «Алексей Баталов. „Как долго я тебя искала…“» («Первый канал», 2018)[52][53]
- «Любимая роль Алексея Баталова» («Мир», 2018)[54]
- «Алексей Баталов. „Ради неё я всё отдам…“» («ТВ Центр», 2019)[55]